# Дуце
Дуце (англ. Dutse) — столица штата Джигава, Нигерия, а также административный центр одноимённого района местного управления.

## География
Численность населения — 431 800 (2022 г.)..

## Образование
В ноябре 2011 года открылся Федеральный университет Дуце.
В Дуце находится Колледж бизнеса и менеджмента Политехнического института Джигавы.